# Liste der Kulturdenkmäler in Auderath
In der Liste der Kulturdenkmäler in Auderath sind alle Kulturdenkmäler der rheinland-pfälzischen Ortsgemeinde Auderath aufgeführt. Grundlage ist die Denkmalliste des Landes Rheinland-Pfalz (Stand: 21. September 2023).

## Einzeldenkmäler
| Bezeichnung                                | Lage                                 | Baujahr         | Beschreibung                                                                       | Bild                           |
| ------------------------------------------ | ------------------------------------ | --------------- | ---------------------------------------------------------------------------------- | ------------------------------ |
| Brunnen                                    | Hauptstraße, Ecke Kirchstraße Lage   | 18. Jahrhundert | Ziehbrunnen mit Pyramidaldach, 18. Jahrhundert                                     | BW                             |
| Wegekreuz                                  | Kirchstraße, Ecke Brunnenstraße Lage | 1657            | Wegekreuz, bezeichnet 1657                                                         | Fotos hochladen                |
| Katholische Kirche Maria Rosenkranzkönigin | Kirchstraße Lage                     | 1734            | barocker Saalbau, 1734, Erweiterung 1952                                           | weitere Bilder Fotos hochladen |
| Kloster Karmel St. Josef                   | nordöstlich des Ortes Lage           | 1920/30er Jahre | auch Kloster Waldfrieden; Klosterkomplex, 1920/30er Jahre; Gesamtanlage mit Garten | BW                             |